# Uncle Sam Afloat and Ashore
Uncle Sam Afloat and Ashore è un cortometraggio muto del 1917.

## Produzione
Il film fu prodotto dalla Selig Polyscope Company.

## Distribuzione
Distribuito dalla General Film Company, il film - un documentario in due bobine - uscì nelle sale cinematografiche statunitensi nel giugno 1917.